# Огилви, Джеймс (1964)
Дже́ймс Ро́берт Брю́с Оги́лви (англ. James Robert Bruce Ogilvy; род. 29 февраля 1964) — британский аристократ и ландшафтный дизайнер, член британской королевской семьи, троюродный брат короля Карла III. На данный момент является 59-м в линии наследования британского престола.

## Биография
Родился 29 февраля 1964 года в семье принцессы Александры Кентской и её супруга Ангуса Джеймса Брюса Огилви. Он родился в один год с другими членами королевской семьи — принцем Эдвардом, леди Сарой и леди Хелен. 22 мая 1964 года Джеймс был крещён архиепископом Кентерберийским Артуром Майклом Рамсеем и при крещении получил имя Джеймс Роберт Брюс Огилви.
Получил образование в Итонском колледже и Сент-Эндрюсском университете, где изучал историю искусств. После получения образования начал работать в «Barclays», а потом работал в судоходном агентстве в Эдинбурге.
В 1996 году основал журнал «Luxury Briefing», который в интервью в 2006 году назвал «единственным деловым изданием для индустрии роскоши». Помимо этого, ранее Огилви работал фотографом и ландшафтным дизайнером.

## Семья
30 июля 1988 года женился на Джулии Кэролайн Роулинсон, дочери Чарльза Фредерика Мелвилла Роулинсона. У пары двое детей:
- Флора Александра Вестерберг (род. 15 декабря 1994, Эдинбург), вышла замуж за шведского финансиста Тимоти Вестерберга 26 сентября 2020 года[7];
- Александр Чарльз Огилви (род. 12 ноября 1996, Эдинбург).